# Grażyna (poemat)

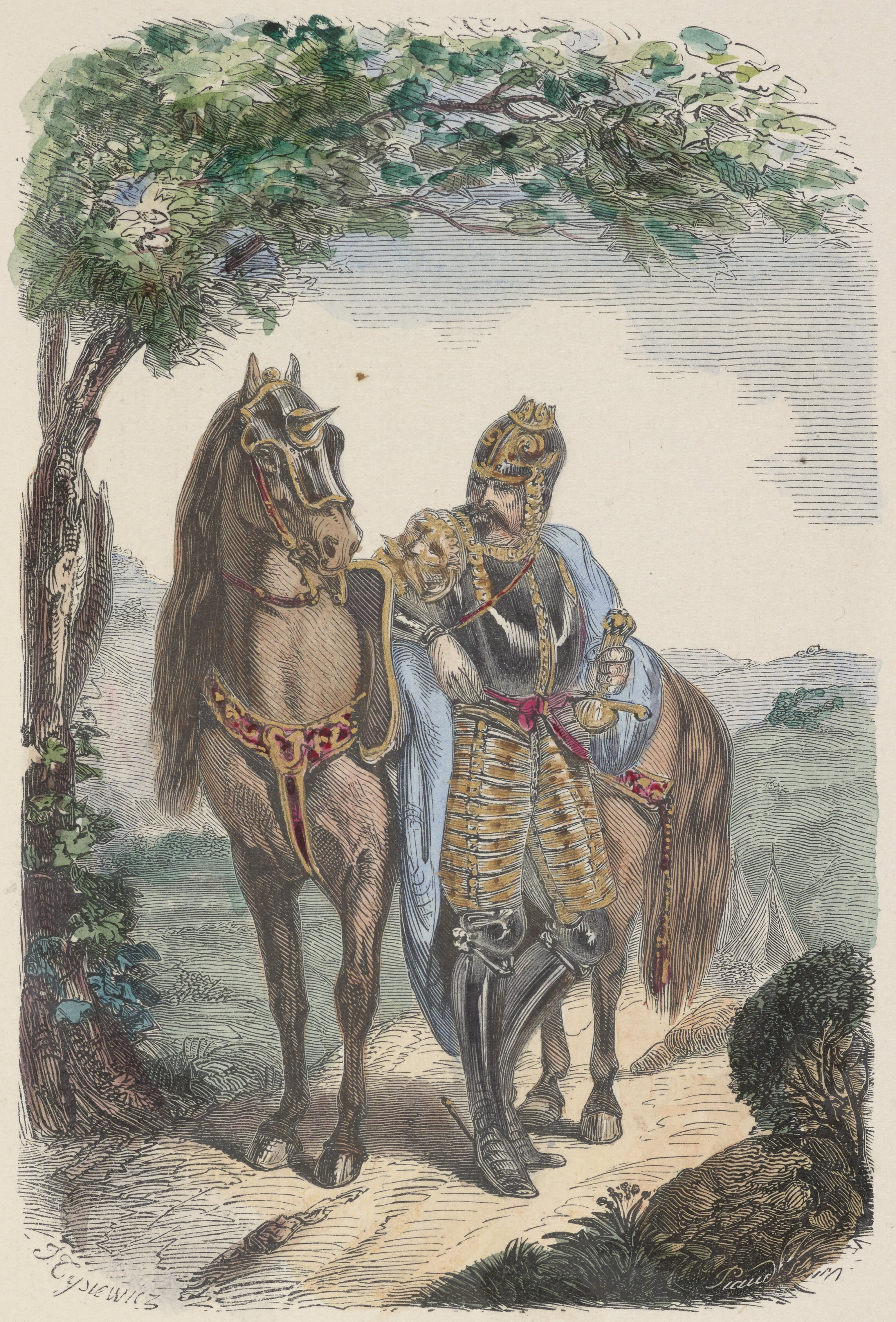
„...Cały dzień konno, w wieczór końska grzywa – Poduszką moją, przy niej noc wystoję...”

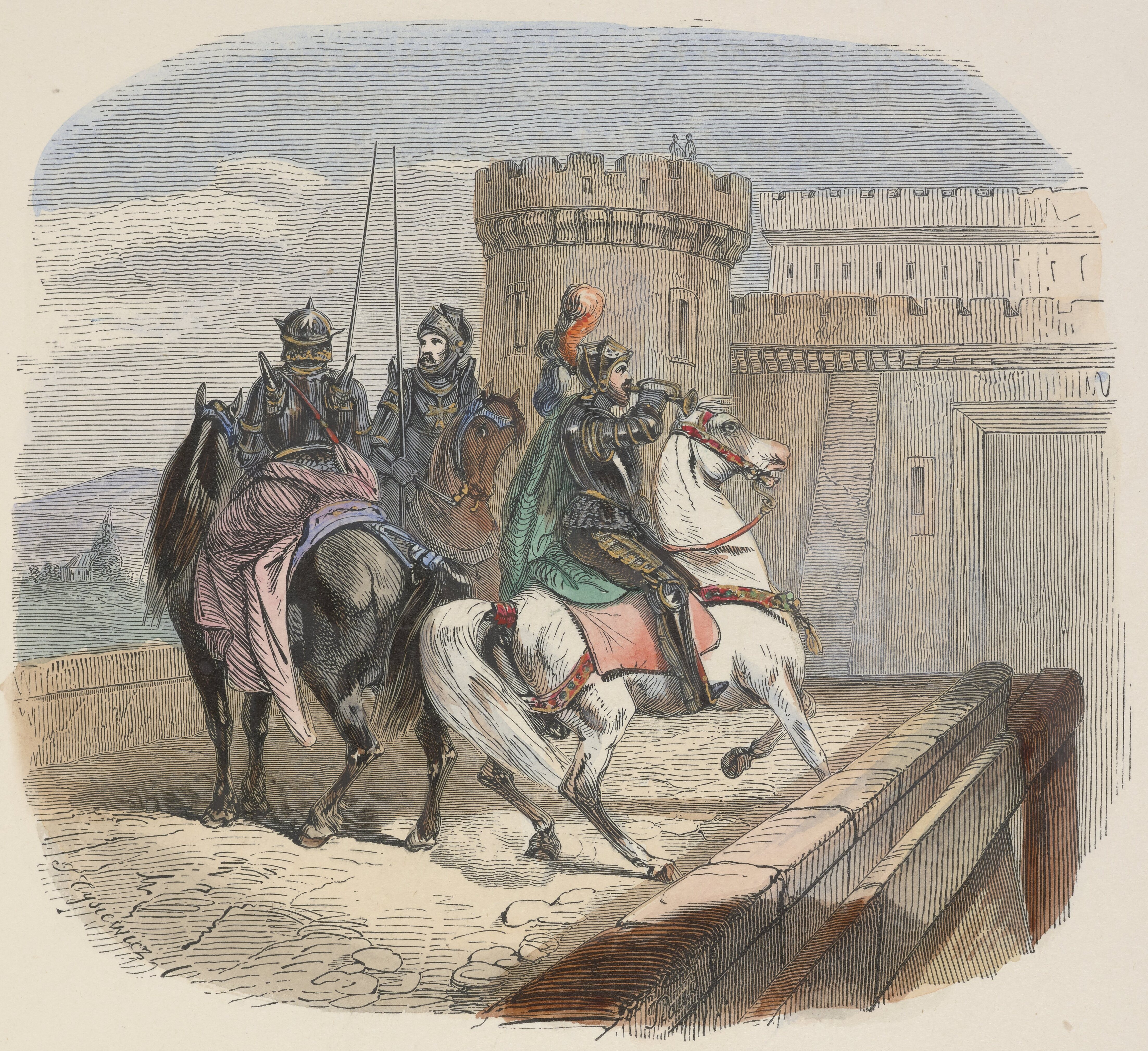
„...Zarżały konie, zagrzmiała podkowa, Trzej to rycerz jadą wzdłuż parowa...”

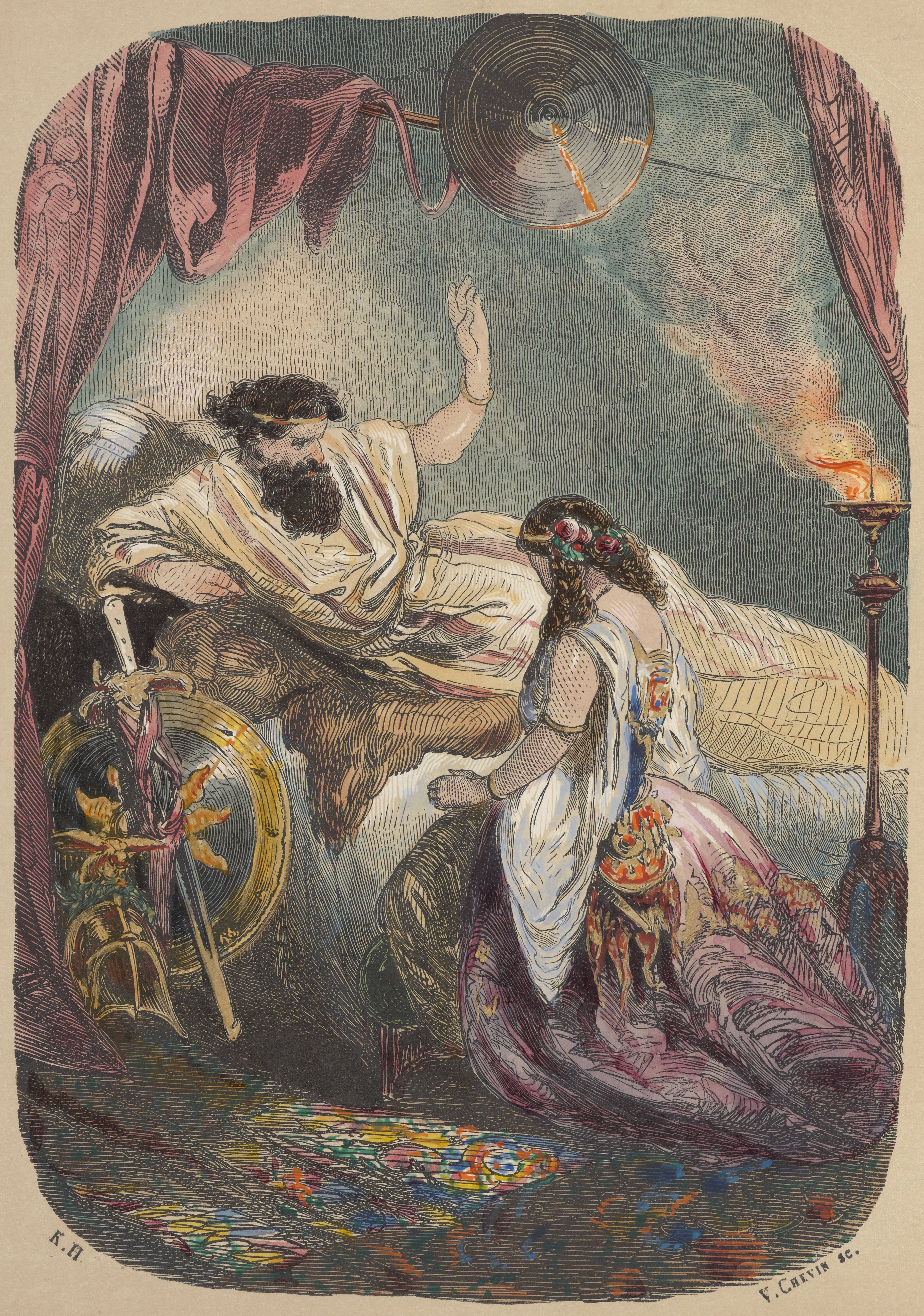
„...Kto? – woła książę, zerwał się z pościeli, Kto? – „Ja” odpowie, znany głos niewieści...”

Grażyna. Powieść litewska – klasycystyczny poemat epicki Adama Mickiewicza wydany po raz pierwszy w drugim tomie Poezyj z 1823 roku; często określany również jako powieść poetycka.
Fabuła Grażyny − pod względem tematyki oraz realiów historycznych pokrewna wydanemu w pięć lat później Konradowi Wallenrodowi − oparta jest na motywie zaczerpniętym z Iliady Homera: pierwowzorem zagniewanego Litawora jest Achilles, zaś Grażyny – Patroklos. Tematem dzieła jest waleczny czyn „niewiasty z wdzięków, a bohatera z ducha”, dokonany w imię wyższości racji ogólnej nad indywidualną oraz tragiczne dzieje małżeństwa Grażyny i Litawora. Grażyna porusza również problem „pamięci o przeszłości i tradycji”, co zbliża powieść do drugiej części Dziadów.
Powstanie Grażyny bezpośrednio łączy się z rosnącą w pierwszej połowie XIX wieku popularnością eposów w stylu Torquata Tassa oraz ze skrzętnymi studiami autora nad obyczajowością i tradycją pogańskiej Litwy (zwłaszcza rodzimego Nowogródka), co czyni z utworu swoisty „poemat archeologiczny”. Forma dzieła została ponadto stylizowana na język staropolski.
Grażyna, zarówno treścią jak i szesnastowieczną formą, stanowi swego rodzaju kontynuację napisanej wcześniej przez Mickiewicza powiastki Żywila (1819).

## Tytuł
Z zachowanych rękopisów wynika, że w pierwotnym zamyśle Mickiewicza utwór miał nosić tytuł Korybut, książę Nowogródka. Poema z dziejów litewskich; ostatecznie jednak autor postanowił zatytułować swój utwór tak, aby jego centralną postacią uczynić kobietę − bohaterską Grażynę.
Na potrzeby poematu Mickiewicz sam utworzył imię głównej bohaterki; słowo graži oznacza po litewsku „piękna”. Jak bowiem napisał autor w wersach 490-491 powieści: „Z cór nadniemeńskich pierwsza krasawica, zwana Grażyną, czyli piękną księżną”. Piękno głównej bohaterki przejawia się zarówno w opisach jej wyglądu cielesnego jak i w doskonałości etycznej, rycerskiej cnocie oraz bohaterstwie czynów przez nią dokonywanych. Poeta tym samym kontynuuje klasycystyczną tendencję poematów homeryckich − tzw. kalokagatię (stgr. καλοκἀγαθία kalokagathia, od καλὸς κἀγαθός kalos kagathos – dosł. „piękny i dobry”), czyli obdarzanie bohaterów wybitnymi, pół-boskimi walorami fizycznymi i duchowymi.
Powagą zdziwi a świeżością znęca —

 Zda się, że lato oglądasz przy wiośnie,

 Że kwiat młodego nie stracił rumieńca,

 A razem owoc wnet pełni dorośnie.

 Nie tylko licem nikt jej nie mógł sprostać

 (…)

 Twarzą podobna i równa z postawy,

 Sercem też całym wydawała męża.

 Igłę, wrzeciono, niewieście zabawy

 Gardząc, twardego imała oręża;

 Często, myśliwa, na żmudzkim rumaku,

 W szorstkim, ze skóry niedźwiedziej kirysie… 
Postać Grażyny, podobnie jak pokrewna jej Żywila z wczesnej opowiastki Mickiewicza pod tym samym tytułem, utrzymana została ponadto w Plutarchowym ideale kobiety-obywatelki.

## Forma poematu
Mickiewicz nazwał swój poemat „powieścią litewską”, tym samym wskazując na pewną przynależność Grażyny do powieści poetyckiej. Takie ujęcie utworu przyjęło się. Mimo to nie odnajdujemy w utworze żadnej z właściwości tego gatunku; choć akcja poematu jest dość zagmatwana, autor dokłada starań aby wszelkie niejasności wyjaśnić, urealnić oraz połączyć logicznym ciągiem przyczynowo-skutkowym. Grażyna nie wykazuje przy tym typowej dla romantycznej powieści poetyckiej swobody kompozycyjnej ani nawet fragmentaryczności akcji − wręcz przeciwnie, pomimo pewnego emocjonalnego „cienia romantycznego”, poemat cechuje klasyczna klarowność i konwencjonalność formy oraz precyzyjnie wyznaczone granice utworu. Akcja jest ponadto poprowadzona chronologicznie. Autor zastosował więc w Grażynie szereg zabiegów wprost przeciwstawnych w stosunku do romantycznego nurtu fantastyki i sposobu prowadzenia akcji, łącznie z eliminacją tak charakterystycznego dla polskiej powieści poetyckiej bohatera bajronicznego oraz niejasności spowijającej psychologiczne umotywowania działań bohaterów.
Mickiewicz, nie odwołując się do romantycznej fantazji, jednocześnie zrewidował również klasycystyczne wyobrażenia o epice. Klasyczną harmonię burzy pewna ograniczona kompletność narracji tekstu głównego, uzupełniona jednak w kończącym powieść Epilogu wydawcy. Zanika również narrator autorytatywny; Mickiewicz kontynuuje tym samym tradycję Ballad i romansów przedstawiając różne, często niepełne czy wręcz sprzeczne spojrzenia na opowiadaną historię, a nawet w Epilogu oddając głos „gawiedzi”. Obraz rzeczywistości w Grażynie został przez autora ograniczony indywidualną wiedzą o nim i mentalnością narratorów.
Choć Grażyna jest dziełem, które − jak stwierdził Mieczysław Jastrun − godzi „jasność klasyczną z cieniem romantycznym”, styl powieści bliższy jest raczej sztywnym kanonom XVIII wiecznego klasycyzmu niż nowej poetyki wyłożonej w Romantyczności. W samym stylu powieści znaleźć można jednak pewne znamiona doktryny „czucia i wiary”, choćby w zastosowanym języku bardziej plastycznym i naturalniejszym niż na to pozwala elegancja klasyczna.

## Epilog wydawcyi[Przypisy]
Osobnym materiałem badań dla interpretatorów Grażyny stał się wierszowany epilog kończący powieść, a także zbiór odautorskich przypisów. Oba dodatki posłużyć miały Mickiewiczowi do uwiarygodnienia opowiadanej historii, wpisując się tym samym w popularny w okresie wczesnego romantyzmu chwyt „znalezionego rękopisu”, znany choćby z Pieśni Osjana Jamesa Macphersona, czy też wcześniejszego, prekursorskiego względem nowej epoki Rękopisu znalezionego w Saragossie Jana Potockiego. W Epilogu bowiem autor ujawnia się na chwilę w roli wydawcy, który „rękopis wziął po nieboszczyku”, a następnie aby uzupełnić Grażynę o potrzebny komentarz krytyczny, sięgnął po żywe relacje Nowogródzian i „spisował, widząc, iż powieści wiążą się do podanej od autora treści”.

## Grażynaw oczach krytyki literackiej
Swego czasu utwór ceniony był zwłaszcza ze względu na walory estetyczne; doskonałość formalną oraz nawiązanie do języka staropolskiego. Wśród starszego pokolenia uznanie budził również klasycyzm utworu; Mickiewicza pochwalił wówczas choćby profesor Borkowski, ganiąc jednocześnie zanurzone w nowej szkole romantycznej pozostałe utwory Poezyj II. Maurycy Mochnacki w swojej krytycznej rozprawie O literaturze polskiej wieku XIX tak pisał o Grażynie (ostro krytykując Konrada Wallenroda):

Twardy jest styl tej powieści jak żelazna zbroja, chropowaty jak chrzęst tej zbroi, kiedy nią silne potrząsają ramiona, ostry jak na starych obrazach fizjonomie rycerzy, a tak dziki i malarski, jak były dzikie i leśne serca mężów pogańskiej jeszcze Litwy i pancernych mnichów, co ich chrzcili i mordowali (...) a styl Grażyny na kształt rdzy pokrywającej sprzęt rycerski starego wieku (...) czwarta część Dziadów była tworem poety, a Grażyna tworem obrazowego sztukmistrza.

Znamienny jest tu również fakt, iż konkluzją Mochnackiego nad całością nowej poezji były słowa: „Gdybyśmy tylko mieli Marię i Grażynę – rzekł Michał Grabowski w dzienniku Ordyńca – mielibyśmy już oryginalną literaturę. Ten młody krytyk powiedział prawdę”.
Nieco później Mieczysław Jastrun uzupełnił tę opinię w swojej pracy monograficznej na temat Mickiewicza:

Jest to, żeby użyć porównania, plastyka rzeźb grubo ciosanych w niektórych partiach, w innych − obrazów o kolorycie nocnym, nie zamglonych jednak, lecz mimo bladego światła namalowanych z niezwykłą intensywnością (...) Na kształt grupy konnych posągów modelowany jest natomiast obraz pogotowia wojennego Litwy.

Podobne słowa uznania w stosunku do poematu stały się udziałem krytyki zachodniej, zwłaszcza francuskiej:

...jej główną zaletą jest drobiazgowa wierność w odtwarzaniu eleganckich form literackich i czystość szesnastowiecznej polszczyzny (...) bowiem główny urok tego utworu tkwi w nawiązaniu do obyczajów i w naśladowaniu języka szesnastowiecznego, realiów uświetnionych przez Reja, Bielskiego, Kochanowskiego i wielu innych znanych pisarzy”.